# حمامات بغداد العامة

حمام الباشا شيد في عهد والي بغداد حسن باشا (1704-1723م).

حمامات بغداد العامة  حمّام جمعها حمّامات ويسمى الدُّيماس أيضاً. يعتبر الحمام العام من الوسائل التي يستخدمه الإنسان عموماً، ووسيلة أساسية عند المسلم لتأمين طهارته التي يتمكن من خلاله تأدية واجباته الدينية. وهذا ما يفسر رغبة الخليفة العباسي أبي جعفر المنصور في بناء المساجد والحمامات معاً. وكانت مقترنة بحقول النشاط العام، حيث أنها احتلت مكاناً مهماً في حياة البغداديين اليومية، لكون الحمامات تعتبر مكاناً إجتماعياً يجمع أبناء المحلات المتقاربة، ان الحمامات العامة تتميز بفوائد عديدة إضافة على الإغتسال والنظافة، فهي تعد منتجعاً للترفيه والطبابة والتعارف والإسترخاء وحتى الغناء إثباتاً للموهبة والهواية.

## نبذة تاريخية
شيدت الحمامات في بغداد بناءً على طلب من الخليفة المنصور، بالرغم من تحرج رجال الدين المتشددين من المسلمين من دخول الحمامات العامة. مع إنها بنيت إلى جانب المساجد، كما ذكرت بعض كتب المصادر أنه أقيم عند مشرعة الروايا مسجد وبالقرب منه حمام. وذكر ابن الأثير أنه في حوادث سنة (332ه‍)، وعلى أثر فيضان، تعطل كثير من الحمامات والمساجد والأسواق والعقارات. وألف إبراهيم الحربي الزاهد (ت 285ه‍) كتاباً في الحمام وآدابه.
وقيل إن الحمامات البغدادية قد بلغ عددها في القرن الثالث ستين ألفاً. وكان عددها في زمن الخليفة المقتدر بالله عشرة آلاف حمام. وقيل حسب رواية أخرى، أن عددها بلغ سبعة وعشرين ألف حمام. وأجري إحصاء لحمامات بغداد في عهد معز الدولة (334-356ه‍) فكان عددها سبعة عشر ألفاً، وبلغ عددها سنة (383ه‍) خمسة آلاف حمام. وذكر ابن بطوطة المتوفي سنة (779ه‍/1377م) أن الجانب الغربي من بغداد هو الذي عُمر أولاً، وهو الآن خراب أكثره، وعلى ذلك فقد بقي منه ثلاث عشرة محلة، كل محلة كأنها مدينة بها الحمامان والثلاثة. وجاء أيضاً في (رحلة المنشئ البغدادي) التي كتبت سنة (1237ه‍/1822م) أنه كان في بغداد 24 حماماً كبيراً. ومن الناحية الاقتصادية كانت الحمامات من أنواع الاستثمار المجزية. وكذلك كانت مسرحاً لمظاهر اجتماعية، فقد كانت تزين بالصور، وتزدحم يوم الجمعة، وكان العيارون يأوون إليها وينامون فيها.
وهنا لابد من الإشارة إلى ماذكره جلال الحنفي ان هناك بعض من أهالي بغداد لا يمكنهم من الإغتسال في الحمامات العامة لعدم قدرتهم على دفع اجرة الحمام، فلذلك استحدثت حمامات أقامتها الحكومة يغتسل الناس فيها باجور زهيدة وتسمى حمامات الشعب.

## المواصفات
لقد وضع أبو الفضل الدمشقي مواصفات لأفضل الحمامات، كأن تتوسط المدينة، وأن تكون مصارف الماء فيها واسعة مستقلة، وأن تكون بيوتها متوسطة مكتنزة. وفي إعلان عن جودة أحد الحمامات، ذكر أنه ساخن واسع الأبواب. وكان أصحاب الحمامات يتنافسون، ويستخدمون الشعراء في إعلانهم، ووصف حمام بوران في بغداد بأنه حمام جيد ويقبل عليه الزبائن ويغل غلة جيدة. وذكر الشيزري أن خير الحمامات ما قدم بناؤه واتسع هواؤه وعذب ماؤه، وقدَّر الوقاد وقاده بقدر مزاج من أراد وروده، واعلم أن الفعل الحقيقي للحمام هو التسخين بهوائه والترطيب بمائه. وقد أُعجب ابن بطوطة بحمامات بغداد الكثيرة ومواصفاتها، فذكر أنها من أبدع الحمامات، وأكثرها مطلي بالقار، حيث يخيل لرائيه أنه رخام أسود، وفي كل حمام منها خلوات كثيرة مفروشة بالقار، مطلي نصف حائطها مما يلي الأرض به والنصف الأعلى مطلي بالجص الأبيض. وفي داخل كل خلوة حوض من الرخام فيه أنبوبتان، إحداهما تجري بالماء البارد، فيدخل الإنسان الخلوة فيها منفرداً لايشاركه أحد إلا إذا أراد اصطحاب أحد معه. وكان في كل خلوة حوض آخر للاغتسال فيه أنبوبتان تجريان بالماء الحار والبارد. ويبدو أن فرش الحمامات بالرخام كان شائعاً، فقد نقل عن أعرابي أنه دخل حماماً فزلق على رخام الحمام وأشج رأسه. ويذكر ابن الجوزي في أخبار سنة (533ه‍) أن علي بن أفلح كان قد بنى داراً كبيرة وجعل فيها حماماً عجيباً، ضم بيت مستراح فيه بيشون، إن فركه الإنسان يميناً خرج الماء حاراً وإن فركه شمالاً خرج الماء بارداً. وشيدت الحمامات على نظام يضمن للمستحم عدم تعرضه للإيذاء بالانتقال السريع من البرد إلى الحر أو العكس، فقد كانت تشمل على عدة بيوت أولها مبرد مرطب، وثانيها مسخن، والثالث مسخن مجفف.

## الطاقم
كان طاقم العاملين في الحمام يتألف من خمسة أو ستة رجال، وهم حمامي، وقيم، وزبال، ووقاد، وسقاء، وذكر هلال الصابئ أن العاملين في الحمام هم: صاحب الصندوق، والقيم، والوقاد، والزبال، والمزين، والحجام. وقد فرض المحتسب شروطاً على طاقم الحمام. ففرض على قامة الحمامات العامة من اللذين يديرونها واجب غسلها وكنسها وتنظيفها بالماء الطاهر، ودلك البلاط بالأشياء الخشنة. حيث كان وقود الحمام يتألف من الزبل والشوك اليابس. كما فرض شروطاً صحية أخرى، ومنع دخول المجذوم، والأبرص. ويظهر أن الحمامات كانت تترك الأوساخ التي تجري في الطرقات العامة وتسبب أذى للناس مما حمل فخر الدولة حاكم بغداد. سنة (467 ه‍) على أن يأمر المحتسب بمنع الحمامين من إجراء مياه الحمامات إلى نهر دجلة وأن يلزمهم بحفر آبار تجتمع فيها المياه.

## المرأة
إن دخول المرأة إلى الحمام قد لاقى التشجيع، حيث أن المرأة كانت تتفنن في تبرجها في الحمام، مما أدى إلى توجيه بعض الانتقادات إليها بسبب دخولها الحمام بغير مئزر أو بمشاركة نفس المكان مع غيرها من النساء المستحمات معها.
 فيبدو أن الحمامات قد خضعت لرقابة صارمة من قبل الدولة باعتبارها مؤسسة صحية وذلك عن طريق تفقدها المستمر من قبل المحتسب، الذي كانت رقابته تتركز على جانبين أساسيين هما: الجانب الصحي والذي أشرنا إليه سابقاً، والجانب الأخلاقي فعمله في مراقبة كل مايدخل ضمن الإطار الأخلاقي مثل كشف العورة التي كان يعاقب عليها أشد العقوبات، ومنع الرجال من دخول حمام النساء.
وفي الفترات المتأخرة ببغداد كان هنالك حمامات خاصة للمومسات اللواتي يجري عليهن الفحص الطبي أسبوعياً ولمرة واحدة من خلال طبيب حكومي للتأكد من خلوهن من الأمراض الجنسية المعدية. وكان من أشهر الحمامات النسوية في بغداد حمام جسومة، وقيل هو (حمام أسومة) في شارع دكان شناوة بمنطقة الفضل. وكانت الحمّامات العمومية في السابق تلعب دوراً هاماً بالنسبة لحياة المرأة بسبب عدم توفر صالونات التجميل والمسابح والنوادي الرياضية والساونا، كما هو أليوم.

## صور من الداخل
يعطينا أبو الطيب الوشاء صورة عما يجري داخل الحمامات، فمنهم من ينظر إلى سوءات غيره، ومنهم من يدلي رجله في البئر التي ينصب إليها الماء، ومنهم من يتمرغ على حرارة أرض الحمام ومنهم لايتزر، ومنهم من يضطجع داخل الحوض. وفي سنة (457 ه‍) أمر المحتسب بأن يمنع الناس من دخول الحمام من دون ميازر. وترك بديع الزمان الهمذاني لوحة اجتماعية ساخرة، تحكي تهافت عمال الحمام على رأس الزبون، فتنتهي المنافسة بأن احتسب صاحب الحمام رأس الزبون لنفسه. وكانت ملابس الزبائن عرضة للسرقة داخل الحمام، حتى تخصصت جماعة من اللصوص بهذا النوع من السرقات. وكان من اللصوص من يراقب المستحم، حتى إذا ماخلع ثيابه ونزل إلى الحوض فر اللص بثياب المستحم، ومنهم من يبدل نعليه. وذم الشاعر البغدادي ابن سكرة الهاشمي حمام ابن موسى في بغداد لتكاثر اللصوص عليه، بعد أن فقد نعليه، حيث قال:
حيث يشير في البيت الأخير إلى بشر الحافي الزاهد المعروف.
ونسجت المخيلة الشعبية معتقدات وأساطير خرافية حول الحمام، بعضها يقول بأن الحمامات يسكنها الجن، والبعض الآخر يقول إن الشياطين تنتشر في الحمامات بين العشائين وقريباً من الغروب.

## قائمة حمامات بغداد القديمة
| - حمام بنجة علي: في محلة باب الآغا مقابل سوق الصفافير. - حمام حيدر: يقع في محلة رأس القرية. - حمام الباشا: يقع في محلة البلانچية. - حمام الشورجة: في محلة الفراشة في (سوق الشورجة). - حمام كيجة جية: في محلة العاقولية. - حمام السيد: في محلة الهيتاويين. - حمام شامي: في الكرخ الفلاحات. - حمام الجسر: في محلة رأس الجسر في الكرخ. - حمام أيوب يتَيِّم: محلة الشيخ بشار - حمام عيفان: في محلة حسين باشا. - حمام الكمرك: في محلة المصبغة. - حمام قنبر علي: في محلة قنبر علي. - حمام المالح: في محلة الحمام المالح. - حمام تاجة: يقع في عقد الجاموس. - حمام التيلخانة: قرب التيلخانة. - حمام الشيخ شكر: في شارع المأمون. - حمام رؤوف: في منطقة المربعة. - حمام يونس: في محلة الميدان. - حمام جسومة: في محلة دكان شناوة. | - حمام الحاج رسول: في محلة جديد حسن باشا. - حمام الحيدرخانة: في محلة الحيدرخانة. - حمام الخستة خانة: قرب الخستخانة. - حمام خيزرانية: في محلة الحيدرخانة. - حمام دكان شناوة: في محلة دكان شناوة. - حمام رأس الكنيسة: في محلة البارودية. - حمام الراعي: في محلة قهوة شكر. - حمام السراي: في الميدان. - حمام الشفاء محلة جديد حسن باشا.ربما هو حمام الحاج رسول أفندي . - حمام الشورجة: يقع في سوق الشورجة (يعتقد أنه حمام البقال خانة). - حمام عويد: في محلة المربعة. - الفضوة: في فضوة عرب. - حمام القاضي (حمام المحكمة): قرب جامع العادلية. - حمام كجو: في محلة باب الآغا. - حمام الملوكي: في الكاظمية مقابل مدرسة الخالصي. - حمام مرتضى في الكاظمية. - حمام الميدان: في محلة الميدان. | - حمام بكتاش خان: أمام مسجد الإسماعيلية. - حمام السيد يحيى: في محلة سوق الغزل. - حماما الحاج إبراهيم بن محمد: في الكرخ. - حمام الجعيفر: في الكرخ. - حمام الكهية: في محلة دكان شناوة . - حمام القلعة: في قلعة بغداد. - حمام جرموقة : في الكاظمية. - حمام رأس القرية: في محلة رأس القرية. - حمام الحاج مهدي : في الكرادة الشرقية محلة البوجمعة. - حمام الحارة: في محلة الحّارّة بالأعظمية. - حمام الدروازة: في الكاظمية محلة باب الدروازة. - حمام الأمير أو حمام الوقف: الكاظمية بين محلتي القطانة والبحية. - حمام الميرزا هادي: في محلة الانباريين. - حمام التميمي وهما اثنان في الرصافة وفي الكرخ. - حمام النقيب: الكاظمية في أواسط شارع الشريف الرضي. |